# 간경도감
간경도감(刊經都監)은 조선 시대 초기에 불경을 한글로 번역 · 출간하기 위해 세워진 국립 기관이다. 1461년(세조 7) 6월에 왕명으로 설치되어 1471년(성종 2)까지 총 11년간 존속하였다. 독실한 불교신자였던 세조는 계유정란(1453)을 통해 왕위에 오른 뒤에 찬탈을 속죄하며 더욱 불교에 심취하던차에 간경도감(刊經都監)을 설치하여 각종 불경을 한글로 번역하는 등, 불교 관련 여러 사업을 진행하였다. 이로인해 세조의 통치 시기는 조선 시대 불교의 전성기를 이루기도 했다.

## 개요
간경도감은 중앙에 본사를 두고 안동부·개성부·상주부·진주부·전주부·남원부 등 지방 여러 곳에 분사를 두었다. 직제는 도제조·제조·사·부사·판관 등을 두었는데, 관리는 약 20명이고 총 종사자는 170여명에 이르렀다. 또 이 일에 30일 이상 종사하면 도첩을 주어 승려가 되게 하였으므로 많은 사람들이 참여하였다.
유명한 승려와 학자를 초빙하여 불경을 번역하고 간행하는 일이 주된 사업이었으며 불서를 구입하거나 수집하고, 왕실 불사와 법회를 관장하기도 하였다. 불경 발간은 한문본 발간과 한글 번역본 발간의 두 종류로 나뉘었다. 한문본은 특히 고려 때 조성된 《속장경》을 판각하는 일이 주업무였다. 거의 대부분의 업무를 세조가 관장하였다.
수미, 신미(信眉) 등 승려와 한계희(韓繼禧) · 노사신(盧思愼) · 강희맹(姜希孟) 등 학자들이 실무에 종사하였다. 그 결과 불교는 다시 활기를 띠어 사찰이 중흥되고 승려도 상당히 증가했다. 간행된 책으로는 《능엄경언해(楞嚴經諺解)》 10권, 《묘법연화경언해(妙法蓮華經諺解)》 2권 등이 있다.
간경도감을 통해 한글(훈민정음)로 번역하여 간행한 《법화경(法華經)》·《수능엄경(首楞嚴經)》·《금강경(金剛經)》 · 《원각경(圓覺經)》·《심경(心經)》·《영가집(永嘉集)》 등의 경전은 세조의 어역(御譯)으로 당시 고승(高僧)이었던 신미(信眉) · 수미(守眉) · 홍준(弘濬) 등과 대신(大臣) 윤사로(尹師路) · 황수신(黃守身) · 김수온(金守溫) · 한계희(韓繼禧) · 성임(成任) 등의 도움으로 이루어진 것이다.
경전 번역사업은 불교 보급에 적지 않은 역할을 했으며, 한글로 번역한 언해본은 불교학 연구뿐만 아니라 조선 초기의 우리말 연구에 귀중한 자료가 되고있다. 그러나 세종 때부터 한글 사용에 반대하던 사대주의 유학자들이 불경번역을 숭불행위라고 반대하고 나서자 1471년(성종2) 12월에 폐지되었다.

## 같이 보기
- 한글
- 훈민정음

## 참고 문헌
- 이 문서에는 다음커뮤니케이션(현 카카오)에서 GFDL 또는 CC-SA 라이선스로 배포한 글로벌 세계대백과사전의 내용을 기초로 작성된 글이 포함되어 있습니다.